# Bélos fils de Poséidon
Pour les articles homonymes, voir Bélus.
Dans la mythologie grecque, Bélos ou Bélus (en grec ancien Βῆλος / Bélos), fils de Poséidon et de Libye, était un roi africain.
Il fut marié à Anchinoé, avec qui il eut les jumeaux Danaos et Égyptos, ainsi que Céphée et Phinée (selon Euripide[réf. nécessaire]).

## Sources
- Pseudo-Apollodore, Bibliothèque [détail des éditions] [lire en ligne] (II, 1, 4).
- Diodore de Sicile, Bibliothèque historique [détail des éditions] [lire en ligne] (I, 16).
- Nonnos de Panopolis, Dionysiaques [détail des éditions] [lire en ligne] (III, 287 et suiv.).
- Pausanias, Description de la Grèce [détail des éditions] [lire en ligne] (IV, 23).